# Manoel Ferreira Lima
Manoel Ferreira Lima ou, como é mais conhecido, Maestro Manoel Ferreira (Iguatu, 9 de janeiro de 1932 — Fortaleza, 28 de julho de 2007) foi um maestro, compositor e arranjador brasileiro.

## Biografia
Iniciou seus estudos musicais ainda jovem, em Iguatu, sob a orientação do professor Francisco Pereira Lima (Chico Baião), maestro da banda de música da cidade. Ao mudar-se para Fortaleza-CE, continuou seus estudos com o renomado maestro Mozart Brandão, na Ceará Rádio Clube. Em 1962, ingressou na Polícia do Estado do Ceará, onde alcançou no final de sua carreira a graduação de subtenente regente e maestro titular da Banda de Música da Polícia Militar do Ceará. Em 1972, participou de um curso de Harmonia e Regência no Conservatório de Música Alberto Nepomuceno, sob a orientação do professor alemão Hans-Joachim Koellreutter. Graças ao seu talento como compositor e orquestrador, foi convidado pelo padre Luigi Rebuffini, diretor do Centro Educacional da Juventude Padre João Piamarta, para ser arranjador da Banda Juvenil Dona Luíza Távora. A partir desta contratação, em 1979, vai a uma turnê aos Estados Unidos com a banda de música do Colégio Piamarta Aguanambi, juntamente com o maestro Costa Holanda, realizando diversos concertos pelo país. Posteriormente nos anos de 1981, 1988 e 1990, participou de turnês pela Europa (Itália, França, Suíça, Espanha, Holanda e Portugal), com a mesma banda. Dirigiu a banda de música da LBA e também a Banda de Música da  Escola Técnica Federal do Ceará.
Como arranjador e compositor, Manoel Ferreira possui uma vasta produção musical reconhecida nacionalmente, destacando-se a obra Diana no Frevo, que integra o Repertório de Ouro das Bandas de Música do Brasil, no Projeto Bandas de Música da FUNARTE. Além disso, é autor de diversas composições e arranjos, muitos dos quais foram publicados pela Secretaria da Cultura do Estado do Ceará e distribuídos pelas bandas de música do interior do estado, por meio do Sistema Estadual de Bandas de Música. 
Em reconhecimento à sua contribuição para a música e sua dedicação ao desenvolvimento das bandas, a Banda Municipal de Iguatu leva seu nome, perpetuando seu legado musical na cidade onde iniciou sua carreira. Além disso, seu nome também é homenageado na Banda de Música do Colégio Militar do Corpo de Bombeiros Escritora Rachel de Queiroz.